# Siège de Gibraltar (1411)
Pour l’article homonyme, voir Siège de Gibraltar.
 (avril 2025).
Si vous disposez d'ouvrages ou d'articles de référence ou si vous connaissez des sites web de qualité traitant du thème abordé ici, merci de compléter l'article en donnant les références utiles à sa vérifiabilité et en les liant à la section « Notes et références ».

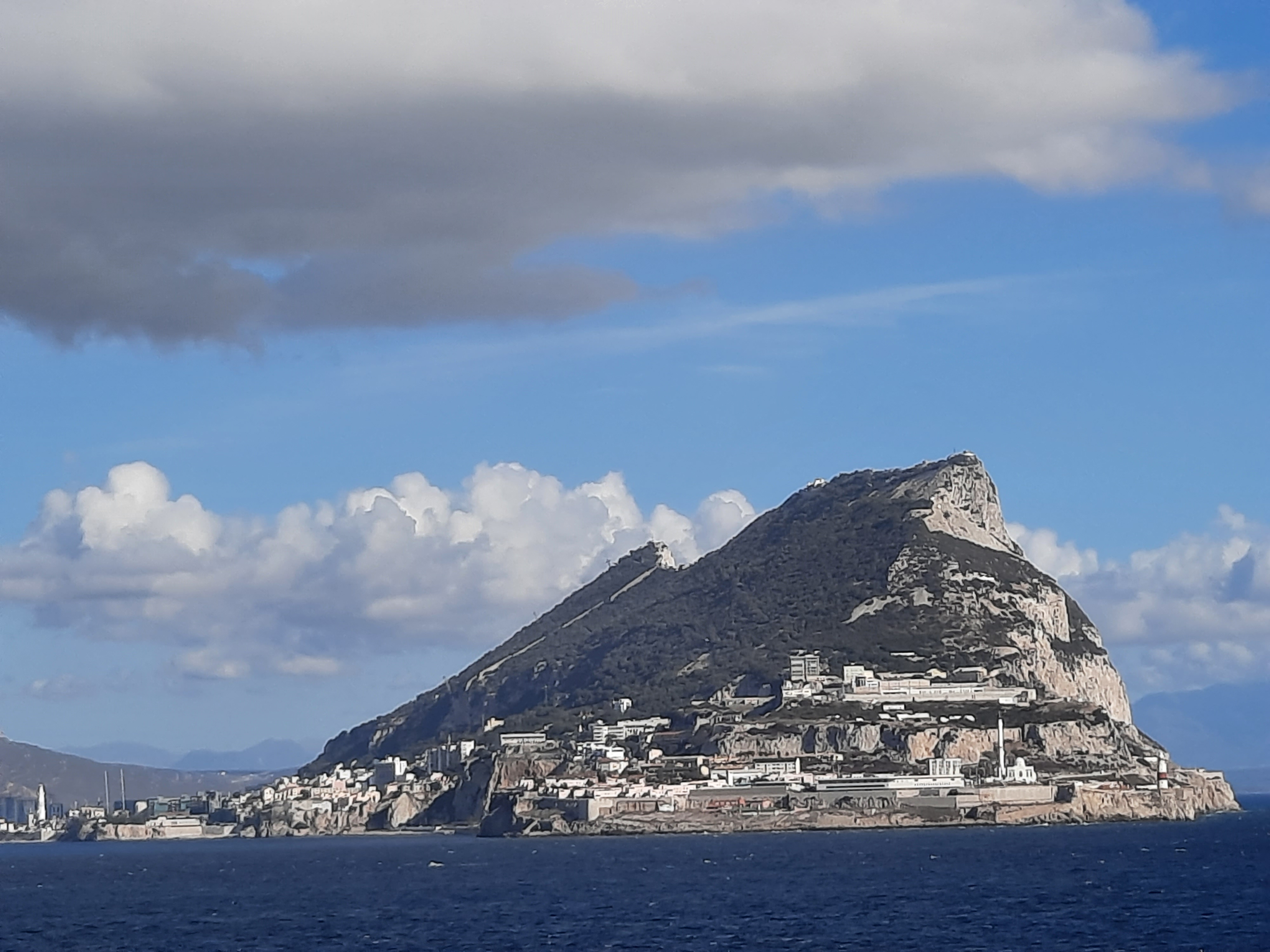
le bloc de Gibraltar

Le sixième siège de Gibraltar en 1411 fut la seule occasion où le contrôle de Gibraltar fut contesté entre deux puissances islamiques.

## Historique
Après l'échec du cinquième siège de Gibraltar de 1349-50, qui a pris fin avec la mort du roi Alphonse XI de Castille de peste bubonique, le royaume de Castille est préoccupé par la guerre civile castillane et ses suites. En 1369, le sultan Muhammed V de Grenade profite des distractions des Castillans et, lors du siège d'Algésiras de 1369, il s'empare de la ville d'Algésiras, à l'ouest de la baie de Gibraltar, qu'Alphonse XI avait capturée en 1344. Il fait la paix avec Henri II, le vainqueur de la guerre civile. La trêve est renouvelée par les successeurs de Henry John I et Henry III. À un certain moment pendant les trêves, le contrôle de Gibraltar est transféré de la dynastie mérinide, qui l'avait tenu depuis 1333, aux Granadans. On ne sait pas pourquoi c'est arrivé ; c'était peut-être une condition des Granadans aidant les Marinides contre les rebelles.
En février 1407, la trêve entre les royaumes chrétiens et islamiques s'effondre sous le règne de l'infant Jean II à la suite d'une petite escarmouche. Une flotte castillane prend la mer et inflige une défaite majeure aux Maures dans le détroit de Gibraltar. Les dirigeants de Grenade et les mérinides se rencontrent à Gibraltar et acceptent de poursuivre en justice pour une nouvelle trêve, mais les relations entre les deux États islamiques échouent rapidement à la suite de désaccords entre les dirigeants.
La garnison de Gibraltar se rebelle en 1410 contre le dirigeant Granadan, Yusuf III, et déclare allégeance à Abu Said Uthman III mérinide. Abou Saïd Uthman III envoie son frère Abu Saïd prendre en charge une armée de 1 000 cavaliers et 2 000 fantassins. Ils occupent un certain nombre de châteaux dans la région ainsi que les ports d'Estepona et de Marbella. Une contre-offensive de Grenade en 1411 ramène Abu Said à Gibraltar, où il se réfugie. Le fils de Yusuf III, Ahmad, assiège Gibraltar et défait plusieurs tentatives  d'éclatement au Maghreb al-Aqsa,  . Finalement, un sympathisant de Grenade dans la garnison aide les assiégeants à entrer. Ils prennent d'assaut le château maure, forçant Abu Said à se rendre, et restaurent le contrôle de Grenade sur Gibraltar. De retour au Maghreb al-Aqsa, Abu Said Uthman III réagit en écrivant à Yusuf III pour lui demander d'exécuter Abu Said pour déloyauté. Au lieu de cela, le sultan de Grenade donne à Abu Said une armée et l'envoie au Maghreb al-Aqsa pour lancer une rébellion finalement infructueuse contre Abu Said Uthman III.

### Sources et bibliographie
- George Hills (1974). Rock of Contention: A history of Gibraltar. London: Robert Hale & Company.  (ISBN 0-7091-4352-4).
- Ignacio López de Ayala (1782): Historia de Gibraltar. Madrid, Antonio de Sancha, p. 170-1.